# صموئيل أ. وارنر
صموئيل أ. وارنر (بالإنجليزية: Samuel A. Warner)‏ هو مهندس معماري أمريكي، ولد في 1822، وتوفي في 1897.